# Джон Фріц
Джон Фріц (англ. John F. Fritz; 21 серпня 1822 — 13 лютого 1913) — американський інженер, організатор виробництва, винахідник, піонер технологій виробництва чавуну та сталі, якого називають «Батьком американської металургії». З нагоди 80-ліття Джона Фріца було запроваджено у 1902 інженерну нагороду Медаль Джона Фріца, першим лауреатом якої став він сам.

## Життєпис

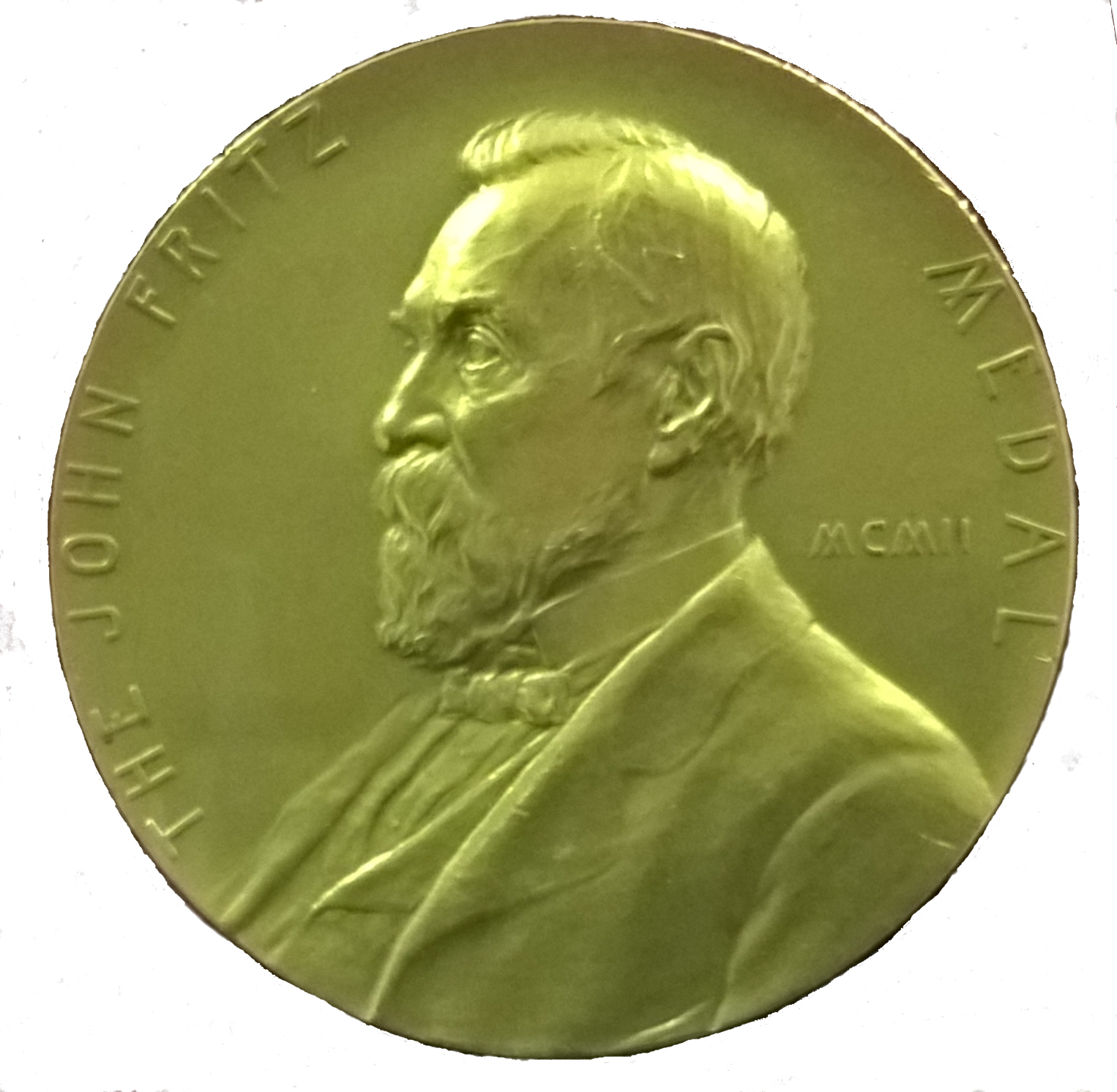
Золота медаль Джона Фріца (1921)

Джон Фріц народився 21 серпня 1822 року у Лондондеррі (штат Пенсільванія, США) і був найстаршим із семи дітей у сім'ї Джорда Фріца (англ. George Fritz; 1792–?) та Мері Мегарґ (англ. Mary Meharg; 1799–?) і у віці 16 років вже працював підмайстром у коваля. По лінії батьків він мав як німецькі, так і шотландсько-ірландські корені.
Він був самоуком, спочатку опанував кваліфікацію механіка, працюючи у компанії «Norristown Iron Company», а у 1854 перейшов працювати до «Cambria Iron Company», де спроектував тривалковий прокатний стан, що стало значимим його досягненням. У 1860 він став генеральним управляючим та головним інженером компанії «Bethlehem Iron Works» у Бетлегемі (Пенсильванія). У компанії він був відповідальним за встановлення бесемерівських конверторів й інших розробок, у тому числі і вальцювальної лінії (1873), залишаючись на своєму посту до 1892 року, аж до 70-літнього віку.
Джон Фріц був президентом Американського товариства інженерів-механіків, президентом Американського інституту гірничих інженерів, почесним пожиттєвим віце-президентом Інституту чавуну і сталі (Лондон), членом Американського товариства інженерів-будівельників, Почесним членом Американського інституту чавуну і сталі, лауреатом Золотої медалі Бессемера, Золотої медалі Елліотта Крессона та медалі названої на його честь від Американської асоціації інженерних товариств. Він був нагороджений почесними ступенями від Колумбійського університету, Пенсільванського університету, Темпльського університету та Технологічного інституту Стівенса.
Він помер у своєму помешканні у Бетлегемі у 13 лютого 1913 року.

## Вибрані публікації
- John Fritz, The Autobiography of John Fritz [Архівовано 29 липня 2020 у Wayback Machine.] (New York: John Wiley & Sons, 1912). Доступ онлайн: Beyond Steel: An Archive of Lehigh Valley Industry and Culture [Архівовано 21 березня 2019 у Wayback Machine.].

Про Джона Фріца
- Lance Metz, John Fritz: His Role in the Development of the American Iron and Steel Industry and His Legacy to the Bethlehem Community (Easton, PA: Center for Canal History and Technology, 1987) (англ.)